# エリック・ウォルトン
エリック・ウォルトン（Eric Walton、1979年11月17日 - ）は、アメリカ合衆国・フロリダ州出身のプロバスケットボール選手である。ポジションはフォワード。

## 来歴
サンホゼ州立大学卒業後、フランスBやABAでプレー。Rochester RazorsharksではABA優勝に貢献
2006年、CBAのインディアナ・アレイキャッツに移籍。
2007年、琉球ゴールデンキングスに入団。チームでは2番目、外国人最多となる1232分出場。チーム最多の651得点をたたき出す。
2008年、大阪エヴェッサに移籍。
2009年4月1日付で契約解除。